# Bielice (przystanek kolejowy)
Bielice – zlikwidowany wąskotorowy przystanek kolejowy w Bielicach na linii kolejowej Krośniewice – Dzierzbice Kutnowskie, w powiecie kutnowskim, w województwie łódzkim, w Polsce.